# 明對蝦屬
明對蝦屬（学名：Fenneropenaeus）是对虾科下的一个属。现接受名为对虾属（Penaeus Fabricius, 1798）。

## 下属物种
本属包括以下物种：
- 中国明对虾 Fenneropenaeus chinensis (Osbeck,1765)
- 墨吉明对虾 Fenneropenaeus merguiensis (De Man,1888)
- 长毛明对虾 Fenneropenaeus penicillatus (Alcock,1905)